# Astroloba foliolosa

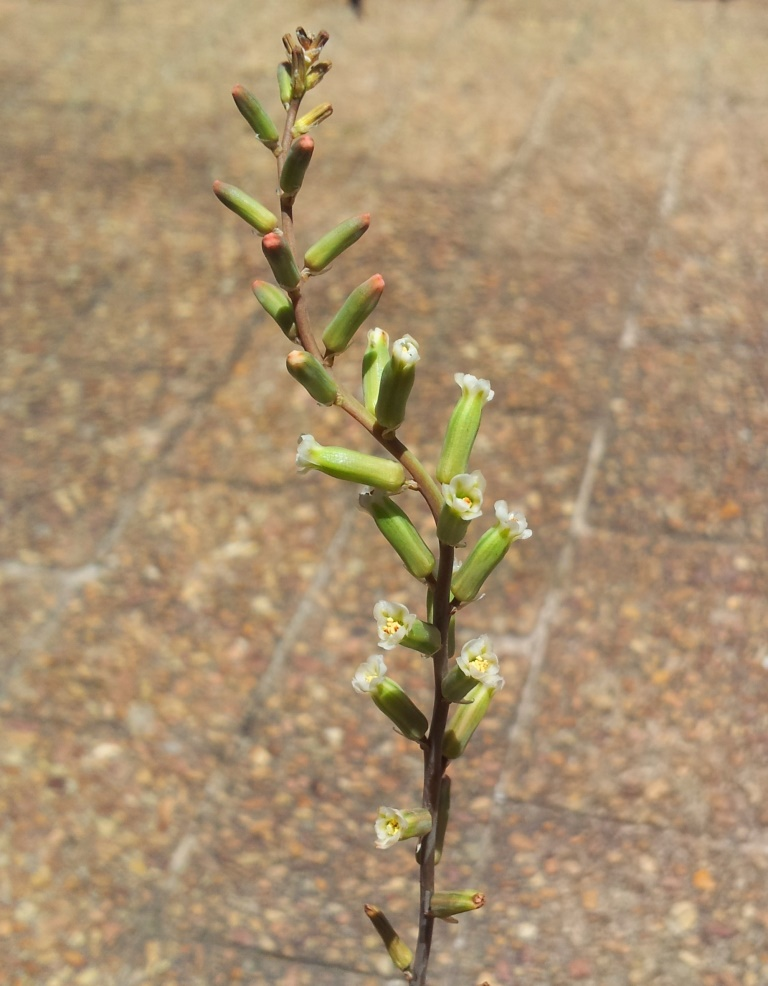
Inflorescència

Astroloba foliolosa és una espècie de planta suculenta del gènere Astroloba, que pertany a la subfamília de les asfodelòidies (Asphodeloideae), dins la família de les asfodelàcies (Asphodelaceae).

## Taxonomia
Astroloba foliolosa (Haw.) Uitewaal va ser descrita per Antonius Josephus Adrianus Uitewaal i publicada a Succulenta (Netherlands) 1947: 54 (1947).
Etimologia
- Astroloba : nom genèric que deriva de les paraules gregues astros, 'estrella' i lobos, 'lòbul'.[2]
- foliolosa: epítet llatí que significa 'amb moltes fulles'.[2]

Sinonímia
- Aloe foliolosa Haw.
- Apicra foliolosa (Haw.) Willd.
- Astroloba spiralis subs. foliolosa (Haw.) L.E.Groen
- Haworthia foliolosa (Haw.) Haw.
- Tulista foliolosa (Haw.) G.D.Rowley